# Primera Fuerza 1910/11
Die Saison 1910/11 war die neunte Spielzeit der in Mexiko eingeführten Fußball-Liga, die in der Anfangszeit unter dem Begriff Primera Fuerza firmierte.

## Teilnehmer
| Mannschaft            | Stadt                  |
| --------------------- | ---------------------- |
| British Popo1         | Mexiko-Stadt           |
| Club México           | San Pedro de los Pinos |
| Pachuca Athletic Club | Pachuca de Soto        |
| Reforma Athletic Club | Mexiko-Stadt           |

1 Während in älteren Statistiken von RSSSF als Teilnehmer dieser Spielzeit der British Club angegeben war, wird in neueren Statistiken diese Spielgemeinschaft geführt.

## Spielorte
Alle Heimspiele der in Mexiko-Stadt (sowie im benachbarten San Pedro de los Pinos) beheimateten Vereine wurden auf dem Campo del Reforma Athletic Club II in Chapultepec ausgetragen. Lediglich die Heimspiele des Pachuca AC fanden auf dem Campo del Velódromo in Pachuca statt.

## Veränderungen
Nachdem die vorangegangenen Meisterschaften ausschließlich unter Mannschaften mit britischer Herkunft ausgetragen worden waren, nahm in dieser Spielzeit mit dem Club México erstmals eine „einheimische“ Mannschaft teil. Sie schloss die Meisterschaft zwar nur auf dem letzten Platz ab, hatte aber insofern die Meisterschaft vorzeitig entschieden, als sie dem Pachuca AC insgesamt drei Punkte abnahm (1:0 und 2:2), so dass die für den letzten Spieltag am 18. März 1911 vorgesehene Begegnung zwischen dem Pachuca AC und dem Reforma AC nicht mehr ausgetragen wurde, weil Reforma mit einem Vorsprung von 4 Punkten vom „ärgsten Verfolger“ Pachuca nicht mehr eingeholt werden konnte.

## Saisonverlauf
Das erste Spiel fand am 9. Oktober 1910 zwischen dem Pachuca Athletic Club und dem Reforma Athletic Club statt und endete 1:1. Zehn der insgesamt zwölf vorgesehenen Spiele wurden bis zum 1. Januar 1911 ausgetragen, als die Punktspielrunde unterbrochen wurde und unter anderem das Pokalturnier derselben Saison veranstaltet wurde. Dieses wurde von der Spielgemeinschaft British Popo gewonnen, die sich im Finale gegen den Reforma AC durchsetzen konnte. Im letzten ausgetragenen Meisterschaftsspiel am 5. März 1911 zwischen denselben Mannschaften konnte Reforma sich mit einem 3:1-Sieg revanchieren und den Meistertitel sichern.

## Abschlusstabelle 1910/11
| Pl. | Verein                | Sp. | S | U | N | Tore    | Diff. | Punkte |
| --- | --------------------- | --- | - | - | - | ------- | ----- | ------ |
| 1.  | Reforma Athletic Club | 5   | 4 | 1 | 0 | 013:300 | +10   | 09:10  |
| 2.  | Pachuca Athletic Club | 5   | 1 | 3 | 1 | 010:600 | +4    | 05:50  |
| 3.  | SG British Popo       | 6   | 2 | 1 | 3 | 008:140 | −6    | 05:70  |
| 4.  | Club México           | 6   | 1 | 1 | 4 | 004:120 | −8    | 03:90  |

## Kreuztabelle
Die Kreuztabelle stellt die Ergebnisse aller Spiele dieser Saison dar. Die Heimmannschaft ist in der linken Spalte aufgelistet und die Gastmannschaft in der obersten Reihe.
| 1910/11 | 1910/11      | RAC  | PAC | B.P. | MEX |
| 01.     | Reforma AC   |      | 1:1 | 3:1  | 3:0 |
| 02.     | Pachuca AC   | Anm. |     | 0:0  | 2:2 |
| 03.     | British Popo | 1:3  | 2:7 |      | 2:1 |
| 04.     | Club México  | 0:3  | 1:0 | 0:2  |     |

Anm. Die Begegnung war für den letzten Spieltag vorgesehen. Nachdem beide Mannschaften sich auf keinen Termin einigen konnten und der Reforma AC bereits als Meister feststand, wurde das Spiel nicht mehr ausgetragen und auch nicht in der Abschlusstabelle berücksichtigt.